# Шнеберг (Рудные горы)
Шнеберг (нем. Schneeberg) — город в Германии, в земле Саксония. Подчинён административному округу Хемниц. Входит в состав района Рудные Горы (район Германии). Население составляет 15418 человек (на 31 декабря 2010 года). Занимает площадь 23,35 км². Официальный код — 14 1 91 280.

## Фотографии

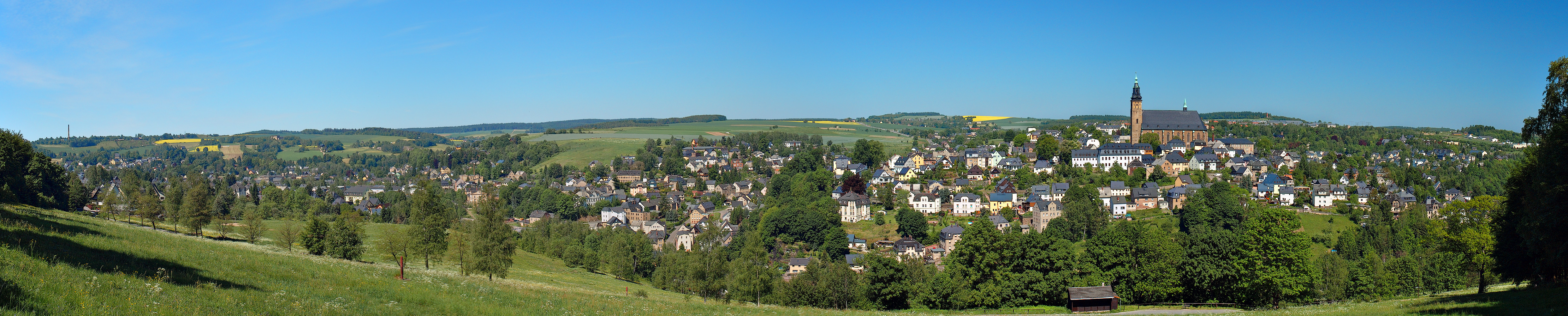
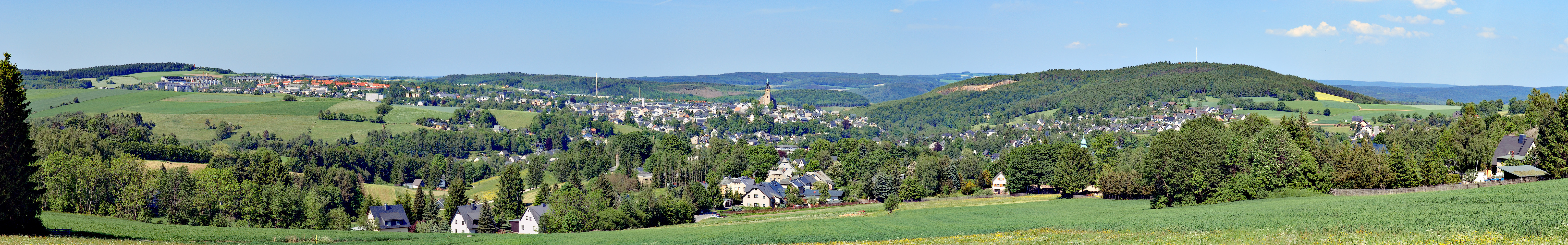
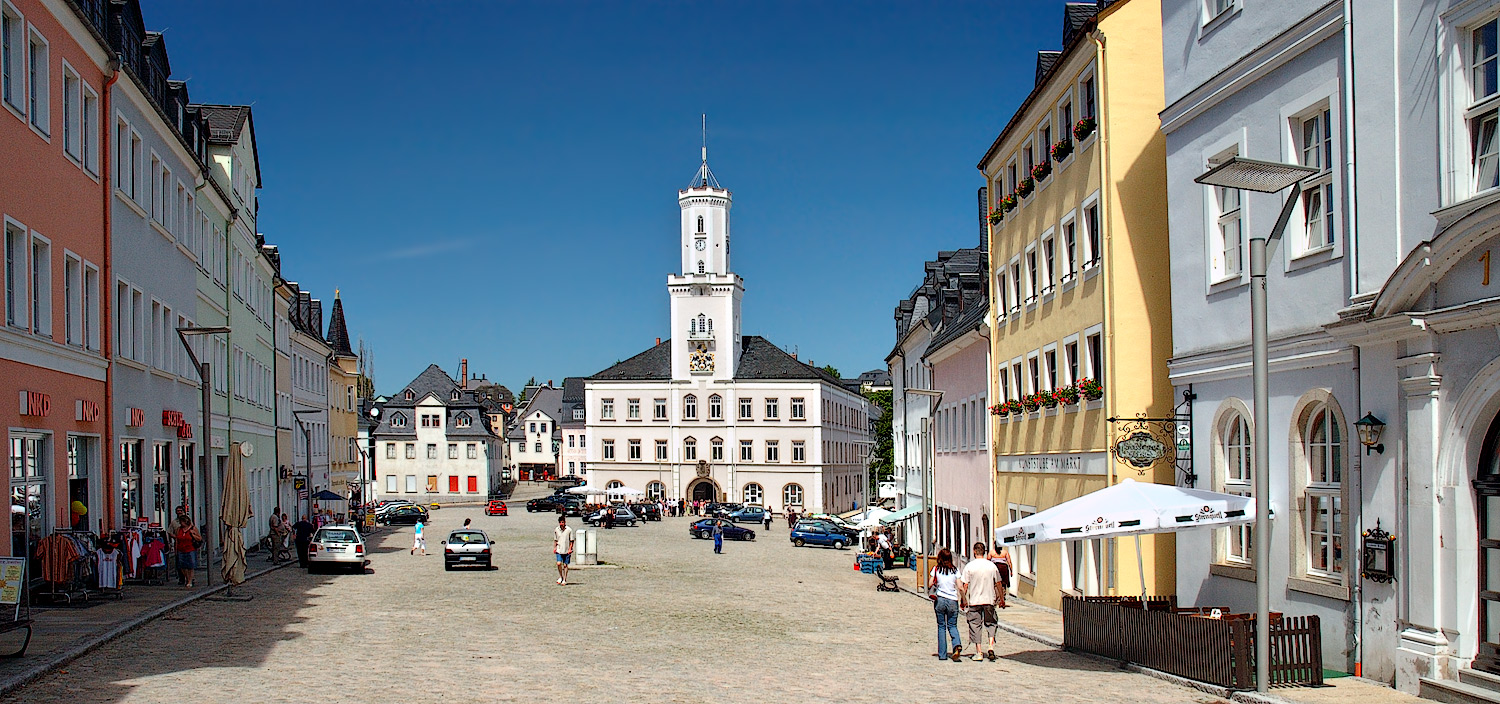
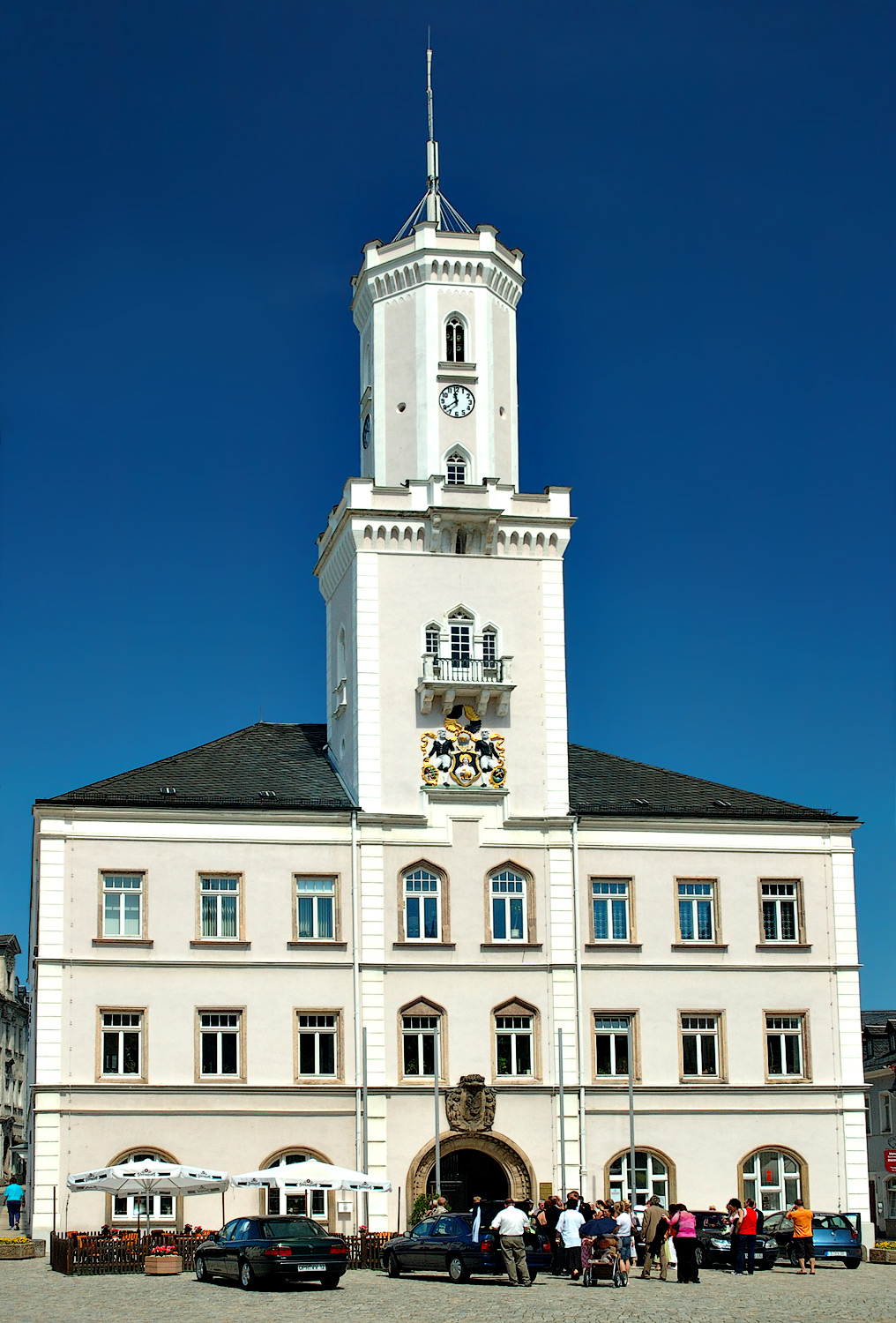
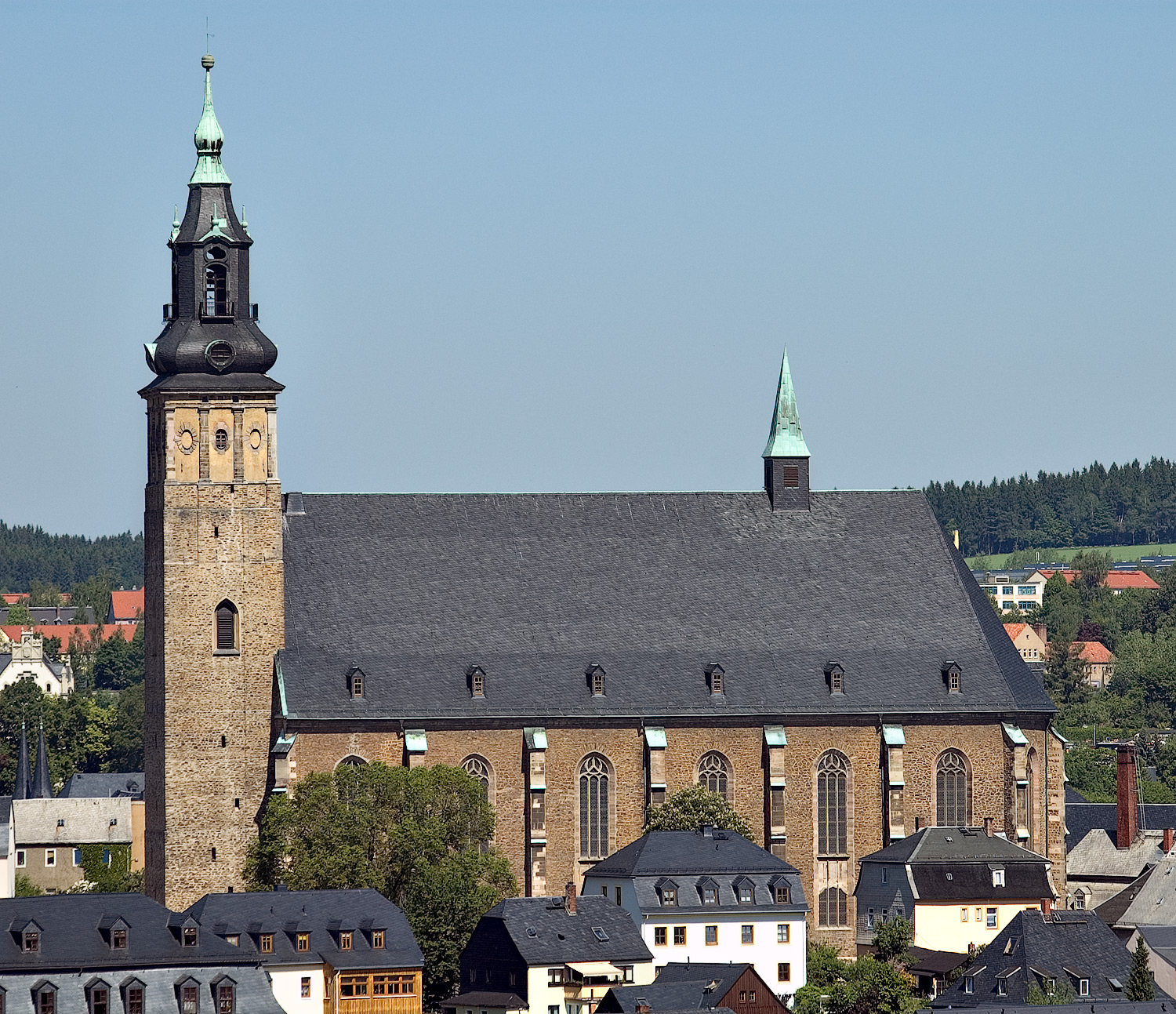